# 最大密度投影

小鼠CT扫描的最大密度投影动画

最大密度投影（英語：maximum intensity projection），有时又称为最大亮度投影，是在可视化平面之上投射三维空间数据的一种计算机可视化方法；其中，沿着从视点到投影平面的平行光线，各个体素密度值的所呈现的亮度将以某种方式加以衰减，并且最终在投影平面上呈现的是亮度最大的体素。
MIP能反应相应像素的X线衰减值，较小的密度变化也能在MIP图像上显示，能很好地显示血管的狭窄、扩张、充盈缺损及区分血管壁上的钙化与血管腔内的对比剂。